# Camissoniopsis bistorta
Camissoniopsis bistorta là một loài thực vật có hoa trong họ Anh thảo chiều. Loài này được (Nutt. ex Torr. & A.Gray) W.L.Wagner & Hoch mô tả khoa học đầu tiên năm 2007.

## Hình ảnh

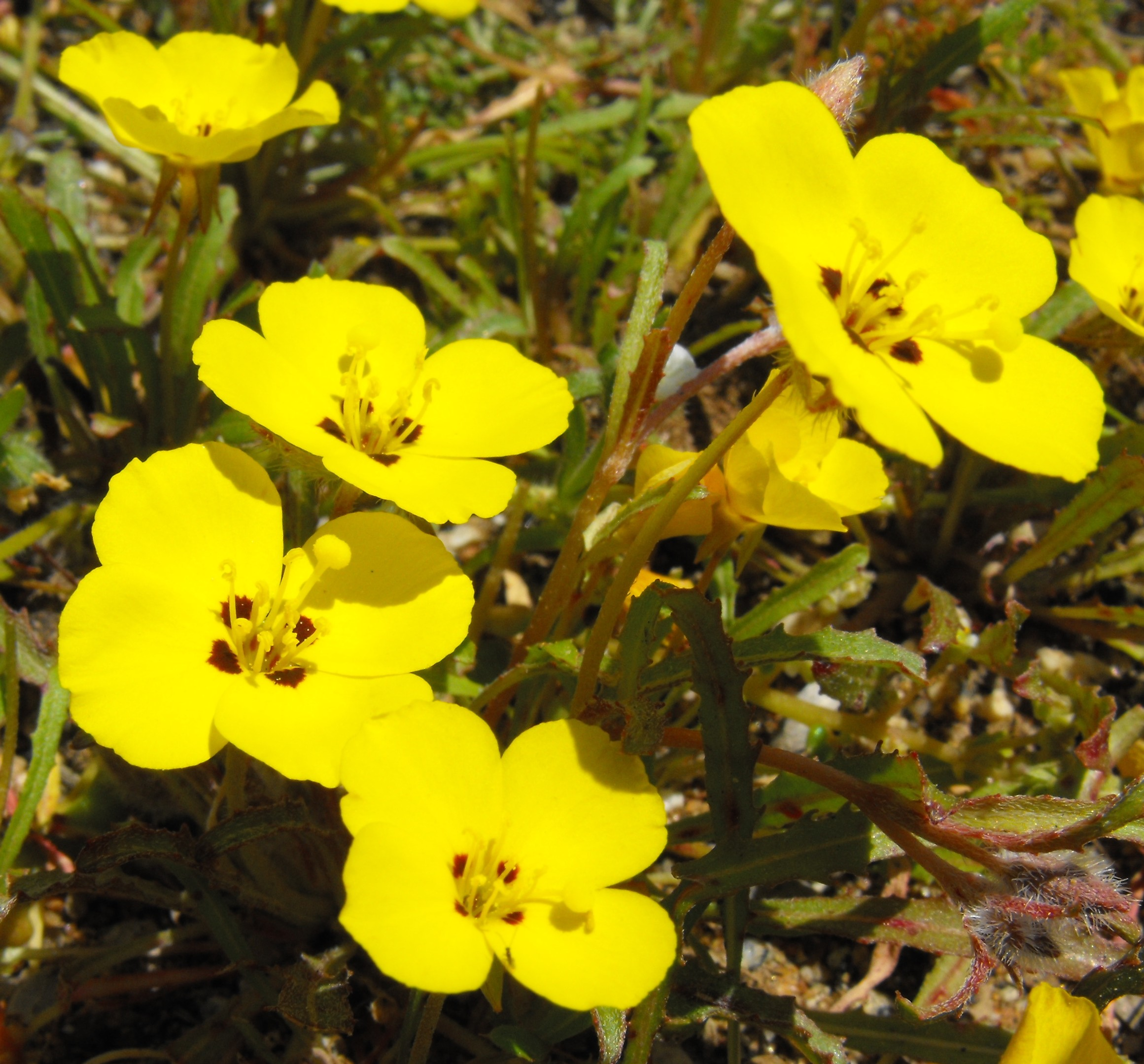